# Ekkehard Ehlers
Ekkehard Ehlers (ur. 1974) – niemiecki producent muzyczny, twórca muzyki eksperymentalnej.

## Dyskografia
- Betrieb — CD, Mille Plateaux, 2000
- März — CD, 2001 (Ehlers, Kunze) 2002-2004
- Plays — CD, Staubgold, 2002
- Music For William Forsythe — CD, Whatness, 2003 (Ehlers, Sebastian Meissner, Thom Willems)
- Politik Brauch Keinen Feind — CD, Staubgold, 2003
- Childish Music — CD, Staubgold, 2005
- A Life Without Fear — CD, Staubgold, 2006